# 乱馬ダ☆RANMA
「乱馬ダ☆RANMA」（ランバダランマ）は、テレビアニメ『らんま1/2』で結成された声優ユニット・乱馬的歌劇団御一行様のシングル。1990年4月21日にポニーキャニオンよりリリースされた。

## 解説
キャラクターソングアルバム『乱馬的企画音盤 らんま1/2 熱闘歌合戦』と同時発売され、タイトル曲「乱馬ダ☆RANMA」は発売当時流行していたランバダをもじったもので、「乱馬ダ」と書いて「ランバダ」と読む。「ランマダランマ」と読むのは誤り。
早乙女乱馬役の山口勝平、林原めぐみ、天道あかね役の日髙のり子、早乙女玄馬役の緒方賢一、天道早雲役の大林隆介、天道なびき役の高山みなみ、天道かすみ役の井上喜久子、シャンプー役の佐久間レイらによって歌唱された。
c/wはribbonの「リトル★デイト」のカヴァーで、「帯子」名義で林原めぐみ、日高のり子、佐久間レイが歌っている。また、「リトル★デイト」全曲フルバージョンはこのシングルのみの収録である。
1992年10月21日発売の『らんま1/2 格闘歌かるた』には新たな声優陣が参加した「乱馬ダ☆RANMA」のリメイク版「乱馬ダ☆RANMA '92」が収録されている。

## 参加声優
初期から参加しているキャラクターを太字で表示した。
- 山口勝平（早乙女乱馬）
- 林原めぐみ（早乙女らんま）
- 緒方賢一（早乙女玄馬）
- 日髙のり子（天道あかね）
- 高山みなみ（天道なびき）
- 井上喜久子（天道かすみ）
- 大林隆介（天道早雲）
- 山寺宏一（響良牙、呪泉郷案内人）
- 鈴置洋孝（九能帯刀）
- 島津冴子（九能小太刀）
- 佐久間レイ（シャンプー）
- 麻生美代子（コロン）
- 関俊彦（ムース）
- 永井一郎（八宝斎）
- 井上和彦（三千院帝）
- 松井菜桜子（白鳥あずさ、与太郎）

「乱馬ダ☆RANMA '92」より参加したキャラクター
- 仁内建之（久能校長）
- 千葉繁（猿隠佐助）
- 鶴ひろみ（久遠寺右京）
- 山田栄子（紅つばさ）
- 小林優子（ランラン）
- 島田敏（大文字煎太郎）
- 京田尚子（ばあさま）
- 難波圭一（ピコレット）
- 三田ゆう子（リンリン、サンポール）
- 青野武（博打王キング）
- 吉村よう（化け猫）※死去前に製作

## 収録
1. 乱馬ダ☆RANMA ［3:25］
  - 実演：乱馬的歌劇団御一行様
  - 構成：乱馬的歌劇団文芸部、作曲・編曲：川井憲次
    - テレビアニメ『らんま1/2熱闘編』エンディングテーマ
    - PCエンジン CD-ROM2ゲームソフト『らんま1/2』エンディングテーマ
2. リトル★デイト ［4:12］
  - 歌：帯子（林原めぐみ・日高のり子・佐久間レイ）
  - 作詞：三浦徳子、作曲：後藤次利、編曲：川井憲次
3. 乱馬ダ☆RANMA（オリジナル・カラオケ）
4. リトル★デイト（オリジナル・カラオケ）

| テレビアニメ『らんま1/2熱闘編』エンディングテーマ 1990年4月27日 - 1990年8月3日 |                                       |                               |
| 前作: 西尾えつ子 「ド・ン・マ・イ来々少年〜Don't mind lay-lay Boy〜」          | 乱馬的歌劇団御一行様 「乱馬ダ☆RANMA」 | 次作: 東京少年 「プレゼント」 |